# 美智子上皇后
美智子（日语：／ Michiko；1934年10月20日—）是日本第125代天皇明仁的皇后，目前擔任国际儿童图书评议会名誉总裁。2019年4月30日明仁退位後成為上皇后。结婚前的戶籍名是正田美智子（／ Shōda Michiko），為日本第一位平民出身的皇后，也是明治時代以來首位來自平民家庭的日本皇室成員。徽印为白桦。

## 生平

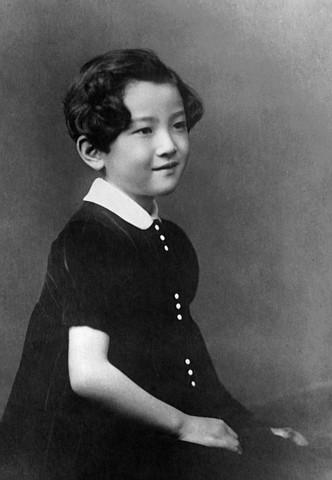
1940年的美智子

美智子在1934年10月20日生於東京府東京市本鄉區（今東京都文京區本鄉）的東京大學醫學部附屬醫院，父親為日後成為日清製粉會長的正田英三郎，母親為正田富美子，為家中長女。求學生涯全在天主教會學校度過，小學就讀於東京四谷的雙葉小學校，中學就讀於東京白金的聖心女子學院，之後在1957年畢業於聖心女子大學。

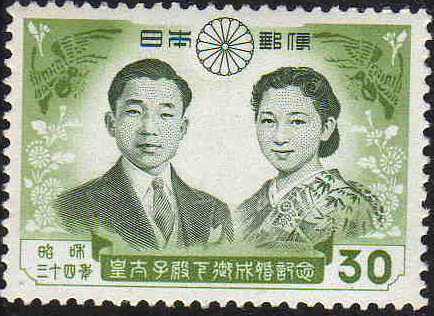
皇太子明仁與太子妃美智子的結婚紀念郵票

1957年8月，美智子在輕井澤的網球場上認識當時為皇太子的明仁親王，之後兩人以自由戀愛的形式交往，這在事事以傳統為先的日本皇室相當少見。1958年11月27日，皇室會議同意明仁親王迎娶美智子，並正式向外界公開婚事；由於美智子的形象清新，加上其平民出身的背景（自古以來，日本皇太子通常迎娶的對象為皇族、攝家、華族等統治階級出身者），在當時的日本社會造成被稱為「美智子旋風」的社會現象。
1959年4月10日，正式與明仁親王结婚，成為皇太子妃。1960年2月23日，誕下長子德仁。1965年11月30日，誕下次子秋篠宮文仁親王（後立秋篠宮）。1969年4月18日，誕下女兒紀宮清子內親王（後下嫁黑田慶樹，脫離皇室為平民並改姓黑田）。1989年1月7日，昭和天皇駕崩，皇太子明仁即位天皇，美智子也成為皇后。
2019年4月30日，天皇明仁讓位退休，改封上皇，美智子也一併讓位，改稱「上皇后」。由於皇太后給人先皇逝世的印象，因此日本政府決定新創稱號，以相對「上皇」稱其配偶為「上皇后」，美智子也因此成為日本第一位上皇后。

## 荣誉

### 日本勋章奖章
- 勋一等宝冠章（1959年4月10日）

### 外国勋章奖章
- 天主教伊莎贝尔女王大十字勋章（西班牙语：Orden de Isabel la Católica）（西班牙，1972年1月20日批准[1]）：西班牙王子胡安·卡洛斯于1972年1月20日至26日出访日本。
- 圣雅各之剑大十字勋章（葡萄牙语：Ordem Militar de Sant'Iago da Espada）（葡萄牙，1993年12月2日公布[2]）
- 卡洛斯三世大十字勋章（西班牙语：Orden de Carlos III）（西班牙，1994年10月7日批准[3]）：随明仁天皇于1994年10月2日至14日出访法国和西班牙。
- 恩里克王子大十字勋章（葡萄牙语：Ordem do Infante D. Henrique）（葡萄牙，1998年5月12日公布[2]）
- 圣奥拉夫大十字勋章（英语：Order of St. Olav）（挪威，2001年7月1日[4]）

## 家族
- 祖父　正田貞一郎（实业家，日清製粉創業者）
- 外祖父　副島綱雄（实业家，中支那振興理事）
- 父　正田英三郎（实业家，日清製粉名誉会長相談役）
- 母　正田富美子（副島綱雄長女）
- 兄　正田嚴（原日本银行监事）
- 妹　安西惠美子（原日本体育協会会長安西孝之夫人）
- 弟　正田修（实业家）
- 夫：明仁，125代天皇，現任上皇，年號平成
- 長子：德仁，今上天皇，第126代天皇，年號令和
- 次子：文仁，日本皇𠻸
- 獨女：黑田清子，黑田慶樹的夫人
- 孫女：真子內親王 佳子內親王 愛子內親王
- 孫子：悠仁亲王

遠親
- 姑父 水島三一郎（東京帝國大學教授，諾貝爾化學獎候選人）
- 玄姪孫 水島昇（東京大學教授，諾貝爾生理學或醫學獎候選人）